# البینو، لودز ویوودشیپ
البینو، لودز ویوودشیپ (به لاتین: Albinów, Łódź Voivodeship) یک منطقهٔ مسکونی در لهستان است که در Gmina Głowno واقع شده‌است.